# شبين الكوم (مركز)

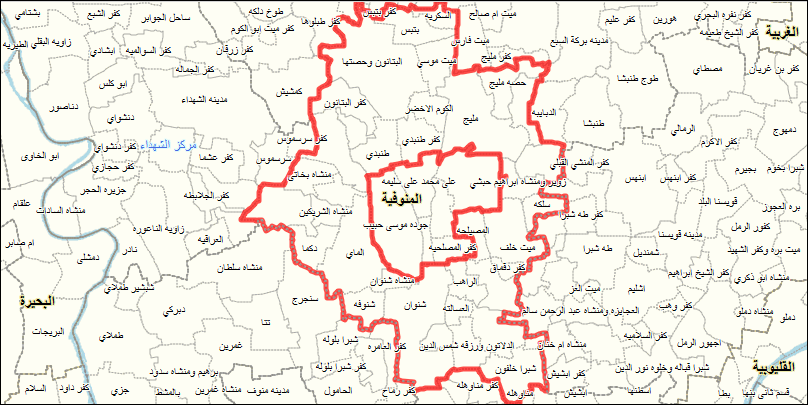
خريطة مركز شبين الكوم.

مركز شبين الكوم، هو مركز تابع لمحافظة المنوفية في جمهورية مصر العربية. قاعدته الإدارية مدينة شبين الكوم، وهي عاصمة المحافظة.

## جغرافيا
المركز يتوسط مراكز محافظة المنوفية فيما بين فرعي النيل. ويبلغ مساحته 1686.6 كم مربع، أي 7.34% من جملة مساحة المحافظة.

## التقسيم الإداري
يشتمل على ثماني وحدات محلية قروية، وهي: مليج، البتانون، بخاتي، شبرا باص، الماي، شنوان، اصطباري، والمصيلحة. كما يتبعهم 36 قرية و76 كفراً ونجعاً.

## السكان
بلغ عدد سكان مركز شبين الكوم 356,136 نسمة عام 2006.